# الكمة (يريم)

تعديل مصدري - تعديل

الكمه  هي إحدى قرى عزلة بني عمر بمديرية يريم التابعة لمحافظة إب، بلغ تعداد سكانها 267 نسمة حسب تعداد اليمن لعام 2004.